# Przygody młodego Indiany Jonesa
Przygody młodego Indiany Jonesa (ang. The Adventures of Young Indiana Jones) – seria amerykańskich filmów przygodowych wyprodukowanych przez George’a Lucasa, oparta na serialu Kroniki młodego Indiany Jonesa, często mylnie traktowanym jako alternatywny tytuł tej produkcji. Składają się na nią 22 części, 12 wydane na kasetach, reszta wyemitowana wyłącznie w telewizji. Ta numeracja posłużyła później przy tworzeniu „Wielkiej Księgi Przygód Indiany Jonesa”, na którą złożyły się 3 klasyczne epizody z Harrisonem Fordem oraz wszystkie 22 części młodego Indiany Jonesa. W latach 2007–2008 wydano na DVD wszystkie 22 części „Przygód młodego Indiany Jonesa” w formie 3 boksów podzielonych na 3 okresy z życia Indiany Jonesa – The Early Years (Wczesne lata), The War Years (Lata wojenne) oraz The Years of Change (Lata zmian).

## Rozdziały
| Nr | Tytuł                         | Tytuł oryginalny                    | Miejsce emisji | Wydanie DVD                                 |
| -- | ----------------------------- | ----------------------------------- | -------------- | ------------------------------------------- |
| 1  | Moja pierwsza przygoda        | My First Adventure                  | TV             | Volume 1 – The Early Years (Wczesne lata)   |
| 2  | Pasja życia                   | Passion for Life                    | TV             | Volume 1 – The Early Years (Wczesne lata)   |
| 3  | Pułapka miłości               | The Perils of Cupid                 | TV             | Volume 1 – The Early Years (Wczesne lata)   |
| 4  | Podróże z ojcem               | Travels with Father                 | TV             | Volume 1 – The Early Years (Wczesne lata)   |
| 5  | Podróż światłości             | Journey of Radiance                 | TV             | Volume 1 – The Early Years (Wczesne lata)   |
| 6  | Wakacyjna przygoda            | Spring Break Adventure              | VHS            | Volume 1 – The Early Years (Wczesne lata)   |
| 7  | Love's Sweet Song             | Love's Sweet Song                   | TV             | Volume 1 – The Early Years (Wczesne lata)   |
| 8  | Piekło okopów                 | The Trenches of Hell                | VHS            | Volume 2 – The War Years (Lata wojenne)     |
| 9  | Demony Zdrady                 | Demons of Deception                 | TV             | Volume 2 – The War Years (Lata wojenne)     |
| 10 | Pancerny pociąg widmo         | The Phantom Train of Doom           | VHS            | Volume 2 – The War Years (Lata wojenne)     |
| 11 | Oganga – król życia i śmierci | Oganga, the Giver and Taker of Life | VHS            | Volume 2 – The War Years (Lata wojenne)     |
| 12 | Jastrząb atakuje              | Attack of the Hawkmen               | VHS            | Volume 2 – The War Years (Lata wojenne)     |
| 13 | Przygody tajnego agenta       | Adventures in the Secret Service    | VHS            | Volume 2 – The War Years (Lata wojenne)     |
| 14 | Szpiegowskie Eskapady         | Espionage Escapades                 | TV             | Volume 2 – The War Years (Lata wojenne)     |
| 15 | Bohaterowie pustyni           | Daredevils of the Desert            | VHS            | Volume 2 – The War Years (Lata wojenne)     |
| 16 | Wiek niewinności              | Tales of Innocence                  | VHS            | Volume 3 – The Years of Change (Lata zmian) |
| 17 | Oblicza zła                   | Masks of Evil                       | VHS            | Volume 3 – The Years of Change (Lata zmian) |
| 18 | Pawie oko                     | Treasure of the Peacock's Eye       | VHS            | Volume 3 – The Years of Change (Lata zmian) |
| 19 | Winds of Change               | Winds of Change                     | TV             | Volume 3 – The Years of Change (Lata zmian) |
| 20 | Tajemnica bluesa              | Mystery of the Blues                | VHS            | Volume 3 – The Years of Change (Lata zmian) |
| 21 | Scandal of 1920               | Scandal of 1920                     | TV             | Volume 3 – The Years of Change (Lata zmian) |
| 22 | Kaprysy Hollywood             | Hollywood Follies                   | VHS            | Volume 3 – The Years of Change (Lata zmian) |

## Wydanie DVD
| Tytuł                                                                    | Region 1             | Region 2         |
| ------------------------------------------------------------------------ | -------------------- | ---------------- |
| The Adventures of Young Indiana Jones: Volume One, The Early Years       | 23 października 2007 | 25 lutego 2008   |
| The Adventures of Young Indiana Jones: Volume Two, The War Years         | 18 grudnia 2007      | 24 marca 2008    |
| The Adventures of Young Indiana Jones: Volume Three, The Years of Change | 29 kwietnia 2008     | 28 kwietnia 2008 |